# 24-Stunden-Rennen von Le Mans 1934

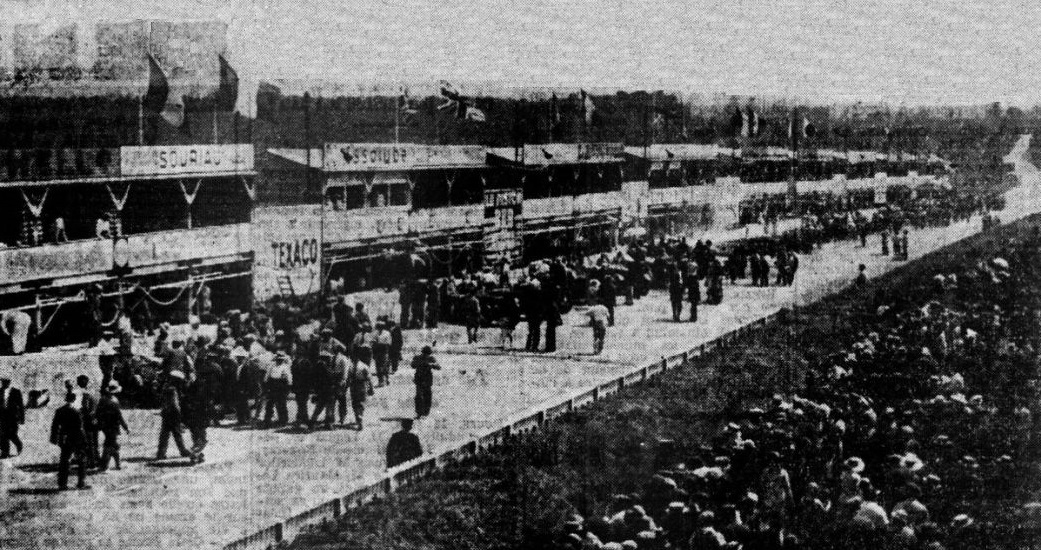
Wenige Minuten vor dem Rennstart

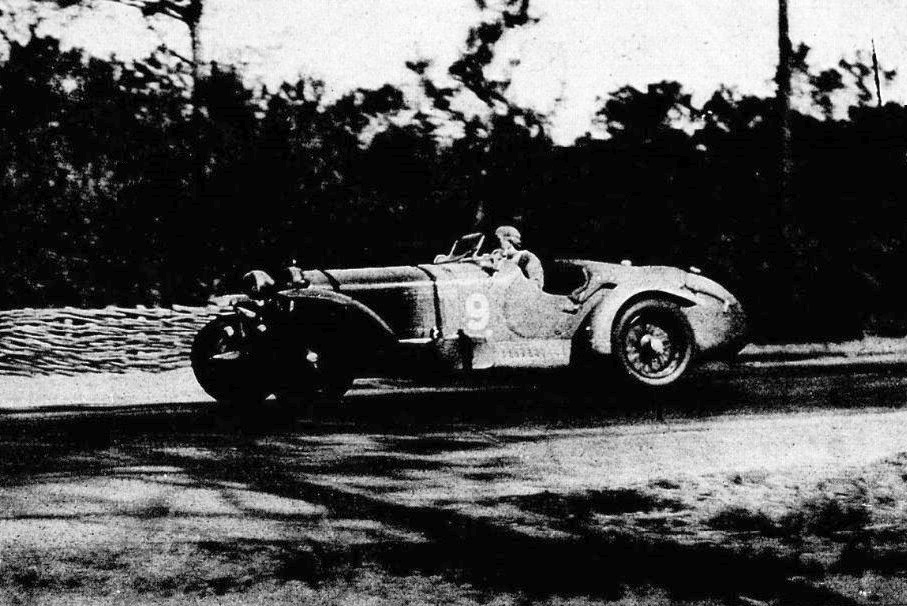
Philippe Étancelin im Alfa Romeo 8C 2300, den er gemeinsam mit Luigi Chinetti zum Gesamtsieg fuhr

Das zwölfte 24-Stunden-Rennen von Le Mans, der 12e Grand Prix d’Endurance les 24 Heures du Mans, auch 24 Heures du Mans, Circuit de la Sarthe, Le Mans, fand vom 16. bis 17. Juni 1934 auf dem Circuit des 24 Heures statt.

## Das Rennen
Um der inzwischen hohen Qualität des Rennens auch in logistischer Hinsicht zu entsprechen, wurden im Frühjahr 1934 völlig neue Boxenanlagen gebaut. Die Anlage schaffte Platz für maximal 60 Fahrzeuge, wobei jedem Fahrzeug zwei Garagen zur Verfügung standen. Die französische Mineralölindustrie finanzierte eine neue, nach dem letzten Stand der Technik konzipierte Tankanlage.
Der dramatische Sieg von Tazio Nuvolari im Vorjahr hatte so großes internationales Interesse ausgelöst, dass das Starterfeld auf 44 Teilnehmer stieg. Aus Großbritannien kamen Werksmannschaften von Aston Martin, Riley und Singer, die jedoch allesamt in den kleinen Klassen am Start waren und somit keine Chance auf den Gesamtsieg hatten. 17 Fahrzeuge kamen aus Frankreich, darunter fünf Bugattis und ein alter Lorraine-Dietrich B3-6. Das Tracta-Team war zum letzten Mal beim 24-Stunden-Rennen am Start. Favoriten waren wieder die Alfa Romeo 8C, die in diesem Jahr alle von privaten Teams eingesetzt wurden.
Am Start übernahm Raymond Sommer die Führung, der in der ersten Stunde vor den drei weiteren Alfas das Rennen dominierte. Sommer fiel aber nach knapp zwei Stunden durch Motorbrand aus. Bis Sonntag in der Früh waren auch die beiden britischen Alfas ausgeschieden, sodass der Chinetti/Étancelin-Wagen überlegen in Führung lag. Auch alle fünf Bugattis waren längst ausgefallen. Chinettis Vorsprung auf zwei Rileys war so groß, dass der Italiener die letzten beiden Stunden in eher beschaulicher Fahrt verbrachte. Die langsame Fahrweise führte dennoch zu einem sicheren Sieg und entschädigte den Italiener für die knappe Niederlage aus dem Vorjahr. Der Distanzrekord konnte so aber nicht gebrochen werden.

## Ergebnisse

### Piloten nach Nationen
| 43 Briten  | 42 Franzosen | 1 US-Amerikaner | 1 Italiener |
| 1 Kanadier |              |                 |             |

### Schlussklassement
| Pos.            | Klasse | Nr. | Team                       | Fahrer                                   | Chassis                    | Motor                           | Reifen | Runden |
| --------------- | ------ | --- | -------------------------- | ---------------------------------------- | -------------------------- | ------------------------------- | ------ | ------ |
| 1               | 3.0    | 9   | Luigi Chinetti             | Luigi Chinetti Philippe Étancelin        | Alfa Romeo 8C 2300         | Alfa Romeo 2.3L Supercharged I8 | E      | 213    |
| 2               | 1.5    | 27  | Riley Motor Company Ltd.   | Jean Sébilleau Georges Delaroche         | Riley 6/12 MPH Racing      | Riley 1.5L I6                   |        | 200    |
| 3               | 1.5    | 28  | Riley Motor Company Ltd.   | Freddie Dixon Cyril Paul                 | Riley 6/12 MPH Racing      | Riley 1.5L I6                   |        | 199    |
| 4               | 1.1    | 34  | Roy Eccles                 | Charles E.C. Martin Roy Eccles           | MG K3                      | MG 1.1L Supercharged I4         |        | 197    |
| 5               | 1.1    | 36  | Riley Motor Company Ltd.   | Bill von der Becke Kenneth Peacock       | Riley Brooklands           | Riley 1.1L I4                   |        | 195    |
| 6               | 1.1    | 37  | Riley Motor Company Ltd.   | Sammy Newsome Percy Maclure              | Riley Nine Ulster Imp      | Riley 1.1L I4                   |        | 195    |
| 7               | 1.5    | 26  | A.A. Rigby                 | Brian E. Lewis Johnny Hindmarsh          | Singer 1½ litre Le Mans    | Singer 1.5L I4                  |        | 195    |
| 8               | 1.5    | 25  | Frank Stanley Barnes       | Frank Stanley Barnes Archie Langley      | Singer 1½ litre Le Mans    | Singer 1.5L I4                  |        | 192    |
| 9               | 3.0    | 4   | Norbert-Jean Mahé          | Norbert-Jean Mahé Jean Desvignes         | Bugatti Type 44            | Bugatti 3.0L I8                 |        | 191    |
| 10              | 1.5    | 20  | M.R.E. Tongue              | Reggie Tongue Maurice Falkner            | Aston Martin 1½ Le Mans    | Aston Martin 1.5L I4            |        | 188    |
| 11              | 1.5    | 24  | John Cecil Noël            | John Cecil Noël Jen Wheeler              | Aston Martin 1½ Le Mans    | Aston Martin 1.5L I4            |        | 180    |
| 12              | 1.1    | 39  | Jean Trévoux               | Jean Trévoux René Carrière               | Riley Nine Ulster Imp      | Riley 1.1L I4                   |        | 174    |
| 13              | 1.1    | 38  | Miss Dorothy Champney      | Dorothy Champney Kay Petre               | Riley Nine Ulster Imp      | Riley 1.1L I4                   |        | 172    |
| 14              | 1.1    | 32  | Jean de Gavardie           | Jean de Gavardie Leon Duray              | Amilcar C6                 | Amilcar 1.1L I6                 |        | 168    |
| 15              | 1.1    | 48  | Singer Ltd.                | Norman Black John Horton Baker           | Singer 9 Le Mans           | Singer 1.0L I4                  |        | 163    |
| 16              | 1.1    | 40  | Lord de Clifford           | Freddie de Clifford Charles Brackenbury  | Lagonda Rapier             | Lagonda 1.1L I4                 |        | 163    |
| 17              | 1.1    | 52  | Mme Anne-Cécile Rose-Itier | Anne-Cécile Rose-Itier Charles Duruy     | MG PA Midget               | MG 0.8L I4                      |        | 162    |
| 18              | 1.1    | 47  | Singer Ltd.                | Tommy Wisdom James Donald Barnes         | Singer 9 Le Mans           | Singer 1.0L I4                  |        | 161    |
| 19              | 1.1    | 44  | Jean-Albert Grégoire       | Félix Quinault Daniel Marchand           | Tracta                     | Tracta 1.0L I4                  |        | 158    |
| 20              | 1.1    | 42  | Clément-Auguste Martin     | Clément-Auguste Martin Fernand Pousse    | Amilcar CG Spéciale Martin | Amilcar 1.1L I4                 |        | 155    |
| 21              | 1.1    | 45  | Alin Fréres                | Adrien Alin Albert Alin                  | B.N.C.                     | B.N.C. 1.0L I4                  |        | 150    |
| 22              | 1.1    | 31  | Ecurie de l’Ours           | Camille Poiré Gaston Robail              | Amilcar C6                 | Amilcar 1.1L I6                 |        | 148    |
| 23              | 1.1    | 50  | Roland Gardner             | Roland Gardner Alfred Beloë              | Singer 9 Le Mans           | Singer 1.0L I4                  |        | 143    |
| Disqualifiziert |        |     |                            |                                          |                            |                                 |        |        |
| 24              | 1.1    | 49  | Gordon Hendy               | Gordon Hendy James Boulton               | Singer 9 Le Mans           | Singer 1.0L I4                  |        | 59     |
| 25              | 1.5    | 21  | Aston Martin Ltd.          | Augustus Bertelli Clifton Penn-Hughes    | Aston Martin 1½ Le Mans    | Aston Martin 1.5L I4            |        | 59     |
| 26              | 3.0    | 15  | M. Bayard                  | Max Fourny Louis Decaroli                | Bugatti Type 55            | Bugatti 2.3L I8                 |        | 15     |
| Ausgefallen     |        |     |                            |                                          |                            |                                 |        |        |
| 27              | 1.5    | 23  | Aston Martin Ltd.          | Mortimer Morris-Goodall Jim Elwes        | Aston Martin 1½ Le Mans    | Aston Martin 1.5L I4            |        | 155    |
| 28              | 1.5    | 22  | Aston Martin Ltd.          | Thomas Fothringham-Parker John Appleton  | Aston Martin 1½ Le Mans    | Aston Martin 1.5L I4            |        | 142    |
| 29              | 5.0    | 3   | Just-Émile Vernet          | Just-Émile Vernet Daniel Porthault       | Lorraine Sport             | La Lorraine 3.5L I6             |        | 133    |
| 30              | 750    | 54  | Hylton Bridgman-Metchim    | Hylton Bridgman-Metchim Cecil Masters    | Austin 7                   | Austin 0.7L I4                  |        | 95     |
| 31              | 1.5    | 29  | Auguste Bodoignet          | Auguste Bodoignet Fernand Vallon         | Bugatti Type 51 A          | Bugatti 1.4L I6                 |        | 90     |
| 32              | 1.1    | 33  | John Ludovic Ford          | John Ludovic Ford Maurice Baumer         | MG K3                      | MG 1.1L Supercharged I4         |        | 85     |
| 33              | 3.0    | 6   | Earl Howe                  | Earl Howe Tim Rose-Richards              | Alfa Romeo 8C 2300LM       | Alfa Romeo 2.4L Supercharged I8 |        | 85     |
| 34              | 1.1    | 30  | Just-Émile Vernet          | Albert Debille Jean Viale                | Salmson GS                 | Salmson 1.1L I4                 |        | 82     |
| 35              | 3.0    | 14  | Charles Brunet             | Charles Brunet André Carré               | Bugatti Type 55            | Bugatti 2.3L Supercharged I8    |        | 75     |
| 36              | 5.0    | 2   | Rober Labric               | Roger Labric Pierre Veyron               | Bugatti Typ 50S            | Bugatti 4.9L I8                 |        | 73     |
| 37              | 2.0    | 16  | Louis Villeneuve           | Louis Villeneuve Géo Ham                 | Derby L8                   | Derby 2.0L V8                   |        | 44     |
| 38              | 3.0    | 5   | Tim Rose-Richards          | Freddie de Clifford Owen Saunders-Davies | Alfa Romeo 8C 2300         | Alfa Romeo 2.4L I8              |        | 40     |
| 39              | 1.1    | 46  | Raymond Gaillard           | Raymond Gaillard Paul Vallée             | Rally NCP                  | Rally 1.0L I4                   |        | 38     |
| 40              | 750    | 53  | Philippe Maillard-Brune    | Philippe Maillard-Brune Charles Druck    | MG J-Type Midget           | MG 0.7L I4                      |        | 30     |
| 41              | 1.1    | 43  | Jean-Albert Grégoire       | Pierre Padrault Charles Dubourg          | Tracta                     | Tracta 1.0L I4                  |        | 23     |
| 42              | 2.0    | 18  | Mrs. Gwenda Stewart        | Gwenda Stewart Louis Bonne               | Derby L8                   | Derby 2.0L V8                   |        | 16     |
| 43              | 1.1    | 41  | Georges Boursin            | Georges Boursin Maurice Nadeau           | Amilcar CGS                | Amilcar 1.1L I4                 |        | 14     |
| 44              | 3.0    | 7   | Raymond Sommer             | Raymond Sommer Pierre Félix              | Alfa Romeo 8C 2300         | Alfa Romeo 2.4L I8              |        | 14     |

### Nur in der Meldeliste
Hier finden sich Teams, Fahrer und Fahrzeuge die ursprünglich für das Rennen gemeldet waren, aber aus den unterschiedlichsten Gründen daran nicht teilnahmen.
| Pos. | Klasse | Nr. | Team                  | Fahrer                                 | Chassis             | Motor                           | Reifen |
| ---- | ------ | --- | --------------------- | -------------------------------------- | ------------------- | ------------------------------- | ------ |
| 45   | 8.0    |     | Nikolaus von Rumänien | Nikolaus von Rumänien Whitney Straight | Duesenberg Model SJ | Duesenberg 6.9L Supercharged I8 |        |
| 46   |        |     | M. Collier            |                                        | MG Midget           |                                 |        |
| 47   |        |     | Pierre Louis-Dreyfus  | Pierre Louis-Dreyfus                   | Alfa Romeo          |                                 |        |
| 48   |        |     | Tim Rose-Richards     |                                        | Alfa Romeo          |                                 |        |
| 49   |        |     | Equipe Braillard      |                                        | Maserati            |                                 |        |
| 50   | 3.0    |     | Equipe Braillard      |                                        | Bugatti             |                                 |        |
| 51   |        |     |                       |                                        | Bugatti             |                                 |        |
| 52   |        |     |                       |                                        | Bugatti Type 50     |                                 |        |

### Biennale-Cup
| Pos. | Nr. | Fahrer                             | Chassis                 | Koeffizient | Platzierung im Gesamtklassement |
| ---- | --- | ---------------------------------- | ----------------------- | ----------- | ------------------------------- |
| 1    | 36  | Bill von der Becke Kenneth Peacock | Riley Brooklands        | 2640,694    | Rang 5                          |
| 2    | 26  | Brian E. Lewis Johnny Hindmarsh    | Singer 1½ litre Le Mans | 2631,672    | Rang 7                          |
| 3    | 25  | Frank Stanley Barnes Alf Langley   | Singer 1½ litre Le Mans | 2598,458    | Rang 8                          |
| 4    | 32  | Jean de Gavardie Leon Duray        | Amilcar C6              | 2271,096    | Rang 14                         |
| 5    | 9   | Luigi Chinetti Philippe Étancelin  | Alfa Romeo 8C 2300      | 2186,938    | Gesamtsieg                      |
| 6    | 44  | Félix Quinault Daniel Marchand     | Tracta                  | 2131,724    | Rang 19                         |
| 7    | 45  | Adrien Alin Albert Alin            | B.N.C                   | 2131,724    | Rang 21                         |

### Index of Performance
| Pos. | Nr. | Fahrer                             | Chassis               | Koeffizient | Platzierung im Gesamtklassement |
| ---- | --- | ---------------------------------- | --------------------- | ----------- | ------------------------------- |
| 1    | 36  | Bill von der Becke Kenneth Peacock | Riley Brooklands      | 1.36970     | Rang 5                          |
| 2    | 37  | Sammy Newsome Percy Maclure        | Riley Nine Ulster Imp | 1.36830     | Rang 6                          |
| 3    | 27  | Jean Sébilleau Georges Delaroche   | Riley 6/12 MPH Racing | 1.29560     | Rang 2                          |

### Klassensieger
| Klasse               | Fahrer               | Fahrer            | Fahrzeug              | Platzierung im Gesamtklassement |
| -------------------- | -------------------- | ----------------- | --------------------- | ------------------------------- |
| 10. Biennale Cup     | Bill von der Becke   | Kenneth Peacock   | Riley Brocklands      | Rang 5                          |
| Index of Performance | Bill von der Becke   | Kenneth Peacock   | Riley Brocklands      | Rang 5                          |
| 2001–3000 cm³        | Philippe Etancelin   | Luigi Chinetti    | Alfa Romeo 8C 2300    | Gesamtsieg                      |
| 1101–1500 cm³        | Jean Sibèlleau       | Georges Delaroche | Riley 6/12 MPH Racing | Rang 2                          |
| 751–1100 cm³         | Charles E. C. Martin | Roy Eccles        | MG K3                 | Rang 4                          |

### Renndaten
- Gemeldet: 52
- Gestartet: 44
- Gewertet: 23
- Rennklassen: 5
- Zuschauer: unbekannt
- Ehrenstarter des Rennens: Jean de Rohan, Präsident des Automobile Club de France
- Wetter am Rennwochenende: heiß und sonnig
- Streckenlänge: 13,492 km
- Fahrzeit des Siegerteams: 24:00:00,000 Stunden
- Gesamtrunden des Siegerteams: 214
- Gesamtdistanz des Siegerteams: 2886,938 km
- Siegerschnitt: 120.289 km/h
- Pole Position: unbekannt
- Schnellste Rennrunde: Philippe Étancelin – Alfa Romeo 8C 2300 (#9) – 5:41,000 = 142,437 km/h
- Rennserie: zählte zu keiner Rennserie